# Mica (bolsa plástica)

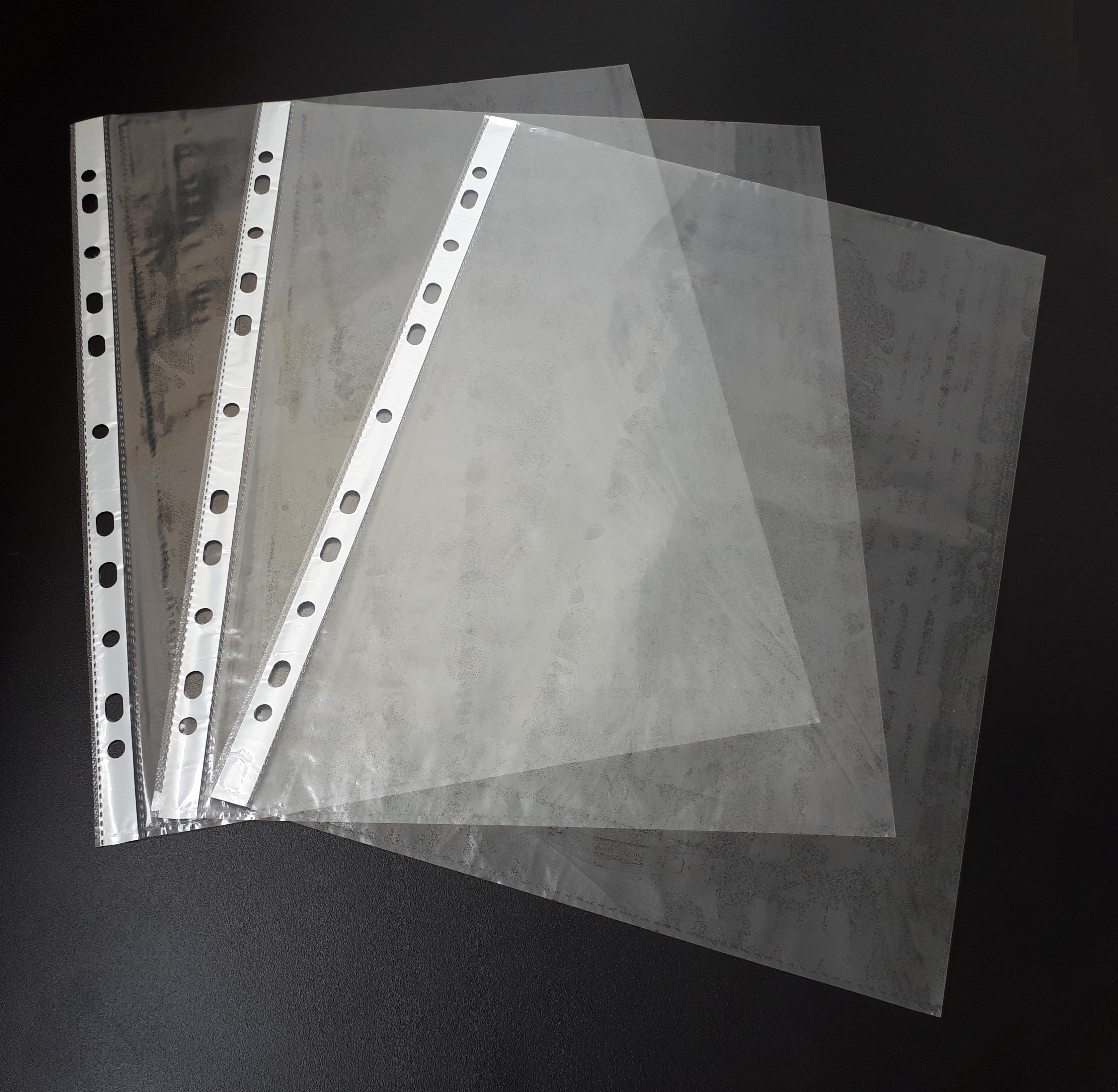
Três micas

Uma mica é uma bolsa plástica plana com uma abertura, através da qual se inserem documentos em papel. As micas são quase sempre dotadas de uma tira plástica, usualmente branca, com vários furos. A sua denominação provém do conjunto homónimo de minerais, caracterizados pelo seu brilho.

## Características físicas
As micas são geralmente transparentes ou translúcidas, de modo a que se possa ler os documentos nelas contidos sem os retirar. Existem também micas coloridas. Trata-se de um produto que protege os documentos em papel contra rasgos, água, produtos alimentares, manchas e impressões digitais, impedindo também que se amarfanhem. Na lateral, têm um conjunto de perfurações que permite a sua inserção num arquivador. Não é, assim, necessário furar o documento em si.
O material mais usado para o fabrico de micas é o polipropileno . No entanto, existem algumas micas feitas de polietileno, celofane ou de outros plásticos, incluindo-se plásticos reciclados e biodegradáveis (conforme definido pela norma ASTM D5511), bem como plásticos com aditivos antimicrobianos. A transparência do plástico varia com a espessura da mica, devido à natureza semicristalina dos polímeros e à dispersão de luz pelas partículas. Normalmente, o polipropileno biorientado (BOPP, na sigla em inglês) é usado para melhorar a transparência das micas. As micas são produzidas em várias espessuras para diferentes aplicações e podem ou não cobrir completamente ambos os lados do documento. As micas mais fininhas podem ter menos de 0,051 mm, enquanto as mais grossas têm mais de 0,10 mm.
As micas são produzidas em vários tamanhos, sendo que, na Europa, o mais comum é o A4 (210 mm × 297 mm). Nos Estados Unidos, utilizam-se micas de 8,5 por 11 polegadas (216 por 279 mm).
A abertura pode localizar-se no rebordo superior ou no lateral, o que determina o correcto modo de inserção do documento. Algumas micas podem ter aberturas tanto em cima quanto em baixo, permitindo uma inserção ou remoção mais conveniente do seu conteúdo.

## Utilização

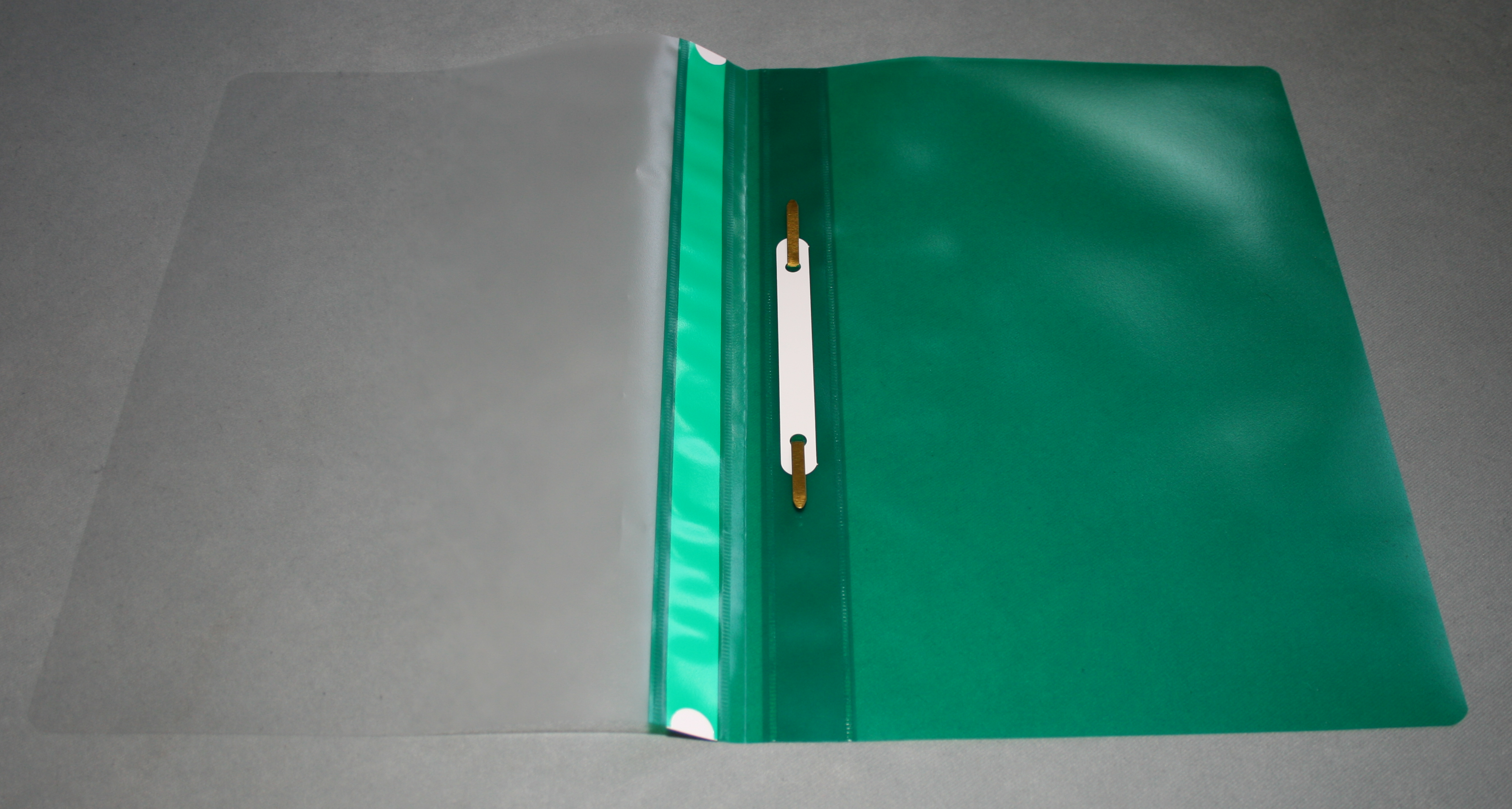
Uma pasta, aberta, onde se poderiam colocar micas.

Uma mica pode conter apenas uma pequena quantidade de folhas de papel, havendo, muitas vezes, uma só folha por bolso. Alternativamente, podem ser colocadas, em cada mica, duas folhas com texto de um só lado.
Estão afixadas micas, cada uma contendo uma página com alguma informação, em alguns bancos, correios e policlínicas. Estas micas permitem que vários visitantes leiam as informações atentamente, impedindo o aparecimento de sujidade, a deterioração e a remoção acidental. Os menus dos restaurantes também estão, frequentemente, protegidos com micas.
Os arquivistas e os conservacionistas não usam micas para preservar documentos, porque estas podem criar micro-climas, reagir com tintas e colar-se ao papel.